# نوتر-دام-ده-پن، کبک
نُتر-دام-دِ-پن (به فرانسوی: Notre-Dame-des-Pins) قصبه‌ای در منطقه شهری بوس-سارتیگان ناحیه شودییر-آپالاش در استان کبک کانادا است. در سرشماری سال ۲۰۱۱ این قصبه ۱٬۰۷۰ نفر جمعیت داشته‌است و مساحت آن ۲۴٫۶ کیلومتر مربع است.